# Blismes
Blismes é uma comuna francesa na região administrativa de Borgonha-Franco-Condado, no departamento Nièvre. Estende-se por uma área de 25,89 km². Em 2010 a comuna tinha 188 habitantes (densidade: 7,3 hab./km²).